# Trần Bình Minh
Trần Bình Minh (sinh ngày 26 tháng12 năm 1958) là nhà báo và nguyên Tổng Giám đốc Đài Truyền hình Việt Nam. Ông nguyên là Ủy viên Ban Chấp hành Trung ương Đảng Cộng sản Việt Nam khóa XII, Bí thư Đảng ủy Đài truyền hình Việt Nam, đại biểu Quốc hội Việt Nam khóa XIII, thuộc đoàn đại biểu Bạc Liêu.

## Tiểu sử
Trần Bình Minh là con trai nhà báo Trần Lâm, quê quán thôn Phạm Lâm, xã Đoàn Tùng, huyện Thanh Miện, tỉnh Hải Dương. Ông tốt nghiệp Kỹ sư luyện kim tại Liên bang Nga.

## Sự nghiệp
Ông từng giữ các chức vụ như:
- Trưởng Ban Thời sự, Đài Truyền hình Việt Nam.
- Phó Tổng Giám đốc Đài Truyền hình Việt Nam.
- Phó Bí thư Tỉnh uỷ Nghệ An.
- Tại Đại hội Đảng toàn quốc lần thứ XI (tháng 1/2011), ông Trần Bình Minh được bầu vào Ban Chấp hành Trung ương Đảng.[2]
- Ngày 01 tháng 5 năm 2011, được thủ tướng Nguyễn Tấn Dũng bổ nhiệm giữ chức Tổng Giám đốc Đài Truyền hình Việt Nam.[3]
- Tại Đại hội Đảng toàn quốc lần thứ XII (tháng 1/2016), ông Trần Bình Minh tiếp tục được bầu vào Ban Chấp hành Trung ương Đảng.[4]
- Ngày 18 tháng 4 năm 2017, theo quyết định số 516/QĐ-TTg, Thủ tướng Nguyễn Xuân Phúc đã bổ nhiệm lại Trần Bình Minh, giữ chức vụ Tổng Giám đốc Đài Truyền hình Việt Nam.[5]
- Tại Đại hội lần thứ XIII của Đảng Công sản Việt Nam (nhiệm kỳ 2021-2026, ông Trần Bình Minh không tham gia Ban Chấp hành Trung ương Đảng do đã quá tuổi.[6]
- Ngày 22-3-2021, Thủ tướng Chính phủ nước Cộng hòa xã hội chủ nghĩa Việt Nam ký Quyết định số 407/QĐ-TTg về việc ông Trần Bình Minh, nguyên Ủy viên Trung ương Đảng, thôi giữ chức Tổng Giám đốc Đài Truyền hình Việt Nam từ ngày 1-4-2021 để hưu trí theo chế độ. Sau đó, Thủ tướng Chính phủ ký quyết định số 408/QĐ-TTg bổ nhiệm ông Lê Ngọc Quang, Phó Tổng giám đốc thường trực Đài truyền hình Việt Nam, người vừa trúng cử Ủy viên Trung ương Đảng Cộng sản Việt Nam khóa XIII giữ chức vụ Tổng giám đốc Đài truyền hình Việt Nam. Quyết định có hiệu lực thi hành từ ngày 1-4-2021.[7]